# 8071 Simonelli
8071 Simonelli è un asteroide della fascia principale. Scoperto nel 1981, presenta un'orbita caratterizzata da un semiasse maggiore pari a 2,3423226 au e da un'eccentricità di 0,0606911, inclinata di 3,35251° rispetto all'eclittica.
L'asteroide è dedicato al planetologo statunitense Damon P. Simonelli.